# Битва при Сохоисте
Битва при Сохоисте (груз. სოხოისტის ბრძოლა, тур. Sohoista Savaşı) — сражение между османской армией и грузинским войском на поле Сохоиста, на территории нынешней северо-восточной Турции, в 1545 году. Это битва стала последней попыткой отдельных грузинских родов бороться вместе против османской экспансии, но закончилась их сокрушительным поражением. Битва при Сохоисте может быть тем же самым сражением, о котором упоминал Рустем-паша и которое согласно ему велось в близлежащем Зивине.

## Предыстория
Битве предшествовали неудачная осада крепости Олтиси (ныне Олту, Турция), где располагался грузинский гарнизон, Мусой-пашой, османским бейлербеем Эрзурума, также известным как Кызыл-Ахмедлу, и его последующее поражение при Карагаке в 1543 году. Сам Муса-паша был убит в том бою. Османы вернулись с новыми силами через два года и двинулись на территорию княжества Самцхе, находившегося тогда под властью Баграта III, царя Имеретии в западной Грузии. Баграт III призвал на помощь соседних грузинских властителей. Картлийский царь Луарсаб I и гурийский князь Ростом Гуриели откликнулись на его призыв, а князь Мегрелии Леван I Дадиани отказался участвовать в их союзе.

## Сражение
Армии противников встретились в местности, известной как Сохоиста и лежавшей на границе района Басеан (нынешний Пасинлерский район, Турция). В грузинской хронике князя Вахушти Багратиони приводятся некоторые подробности этого сражения. Согласно этому источнику, дворяне Самцхе возмутились отказом грузинских царей позволить им сражаться в авангарде, как это издавна было установлено средневековым обычаем, и вообще уклонились от участия в сражении. Ожесточенные бои продолжались с рассвета до вечера и закончились решительной победой османов.
Победа при Сохоисте принесла османам преимущественное положение на юго-западном Кавказе и позволила им захватить Самцхе, где они поставили у власти своего человека, атабека Кайхосро III. Тортум, Испир и Пасин были отделены от Самцхе и вошли в состав Османской империи. Итог сражения также создал благоприятные для османов условия перед заключением ими с Сефевидами мирного договора в Амасье в 1555 году.